# 卡鲁济
卡鲁济是一座位于布隆迪东部的城市。它是卡鲁济省的首府。
2020年6月8日，布隆迪总统皮埃尔·恩库伦齐扎死于卡鲁齐，死于心脏骤停。